# جناح العظم الحاجزي
جناح العظم الحاجزي (بالإنجليزية: wing of vomer)‏ أو (بالإنجليزية: ala)‏ هو امتداد للعظم الحاجزي.

## صور إضافية

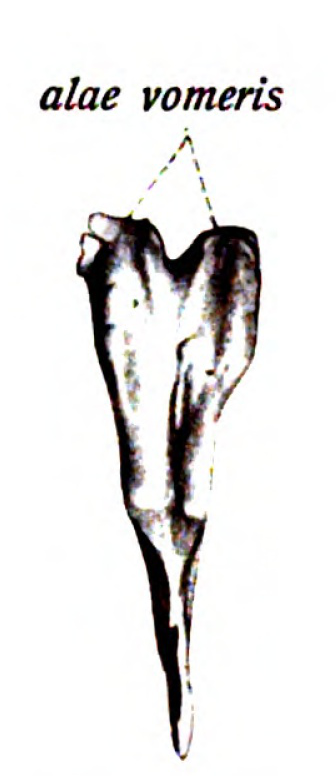
جناح العظم الحاجزي